# Krishna
För andra betydelser, se Krishna (olika betydelser).

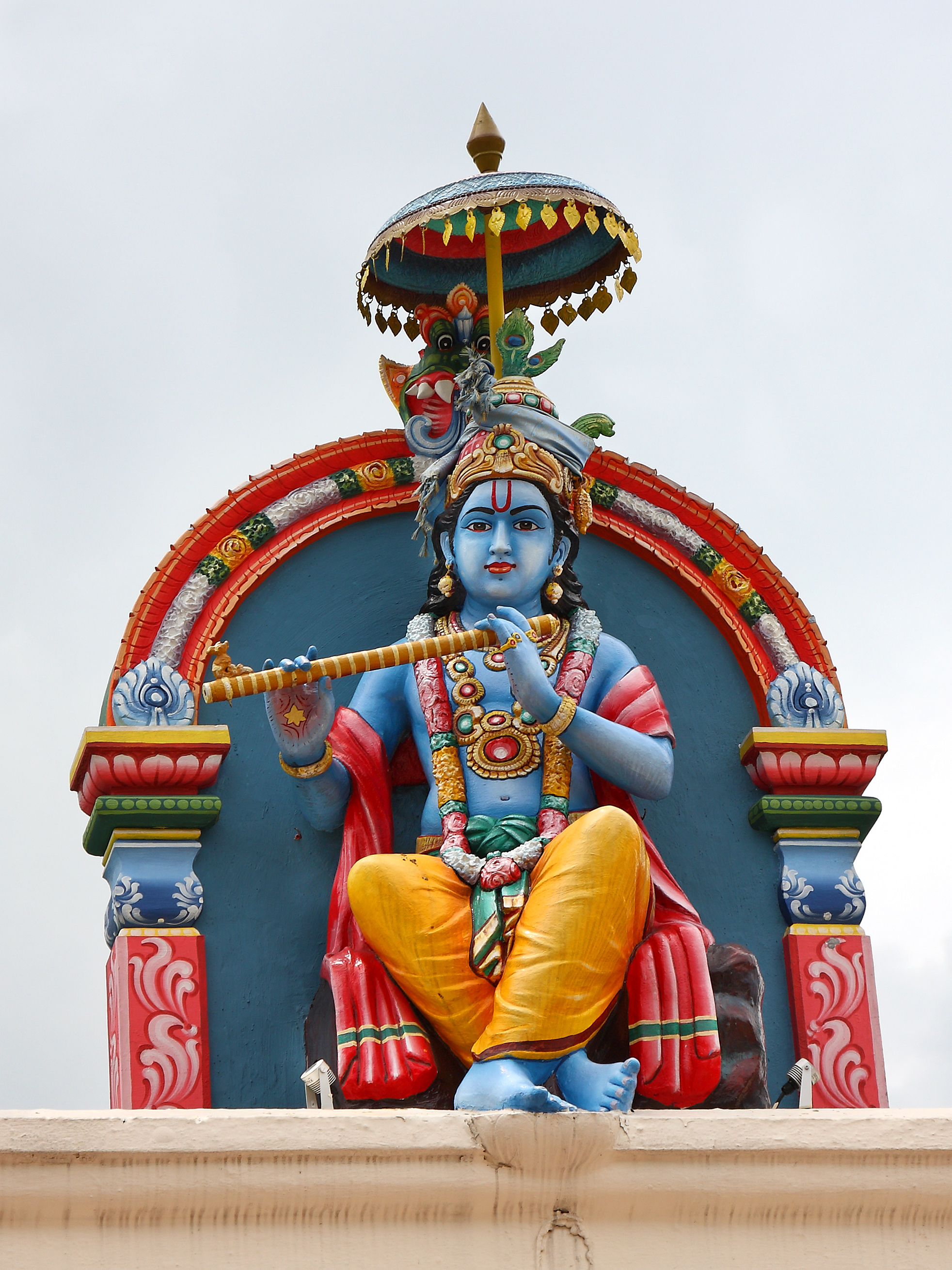
Krishnastaty i Singapore.

Krishna (Sanskrit: कृष्ण, IAST: Kṛṣṇa) är en av den indiska mytologins främsta gudar och en av guden Vishnus inkarnationer (avatarer)..
Ordet "krishna" betyder "svart" på vardaglig sanskrit. Guden Krishna beskrivs också som shyama, "mörk". I Sydindien föreställes Krishna ofta med svart hy, särskilt i äldre bilder.  I Nordindien däremot avbildas Krishna alltid med mörkblå hy, vilket avspeglar nutida inställningar i Indien mot svart hy.  (I vediska tiden tycktes inte svart hy vara något sämre.)[källa behövs]
I Garuda-Purana uppfattas Krishna som en av Vishnus tio avatarer - en föreställning som vunnit stor spridning. Krishna är dock mest känd som hjälten i Bhagavad Gita. I den puranska skriften Bhagavata Maha Purana beskrivs hans barndom som förutspådd av profetior och fylld av övernaturliga inslag. Senare tillbringar han sin ungdom i landsflykt för att sedan återvända som den vise hjälten som besegrar ondskan i allmänhet och demoner i synnerhet. Som äldre är det framför allt den vise och filosofiske Krishna som omtalas som framgångsrik - han deltar inte i den slutgiltiga striden utan ger råd åt de goda krafterna.
I konsten framträder Krishna i flera gestalter: Som illmarigt och knubbigt barn, som sensuell yngling och som den store hjälten som besegrar Kamsas ondskefulla demoner fullt i klass med egyptiernas Ra och Apep eller Nordens Tor och Världsormen.